# أمبيزو
أمبيزو، (بالإنجليزية: Ampezzo)، (الألمانية:Petsch)، هي بلدة و(بلدية) في مقاطعة أوديني في المنطقة الإيطالية فريولي فينيتسيا جوليا، وتقع على بعد حوالي 120 كم (75 ميل) شمال غرب ترييستي، وحوالي 50 كم (31 ميل) شمال غرب أوديني. في 31 ديسمبر 2004، كان عدد سكانها 1137 نسمة، ومساحة 73.5 كيلومتر مربع (28.4 ميل مربع).

## السكان
في سنة 1871 بلغ عدد السكان 2٬247 نسمة، وتطور العدد ليصل في سنة 2011 لـ 1٬030 نسمة.
يظهر هذا المخطط البياني تطور النمو السكاني لـ أمبيزو